# 王伉
王伉（？—？），蜀郡人，三國時期蜀國永昌太守。雍闓反叛遭呂凱及時任府丞的王伉抵抗。雍闓死後，諸葛亮上表讚賞王伉「執忠誠域，十有餘年」，封亭侯、並任命為永昌太守。